# DNA-ligase

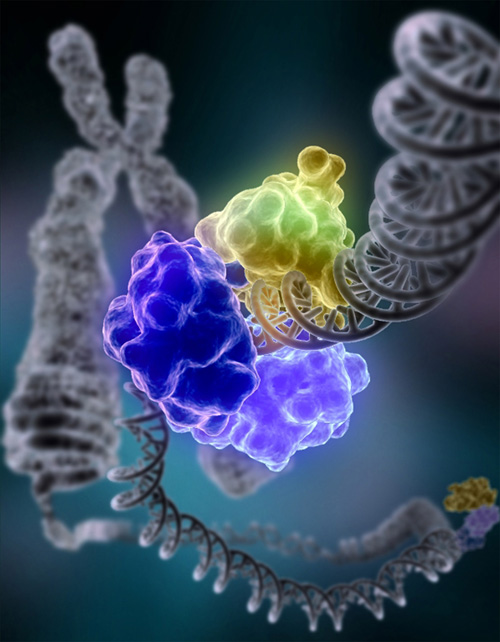
Herstel met behulp van DNA-ligase

DNA-ligase is een speciaal type ligase (EC-nummer 6.5.1.X) dat DNA-strengen, waarvan beide complementaire strengen gebroken zijn, weer aan elkaar kan maken. De benodigde energie wordt verkregen van ATP.
Een enkelstrengs-breuk kan makkelijk door DNA-polymerase hersteld worden, waarbij de complementaire streng als basis gebruikt wordt, maar een dubbele breuk kan dit enzym niet repareren.
DNA-ligase is zowel betrokken bij DNA-herstelmechanismen als bij DNA-replicatie. 
DNA-ligasen worden veel gebruikt in de moleculaire biologie voor recombinatie-experimenten.

## Ligasemechanisme
Het mechanisme van DNA-ligase berust erop dat het op de gebroken plaatsen een covalente fosfodi-esterbinding tussen het 3'-hydroxyleinde van het ene nucleotide met het 5'-fosfaateinde van het andere nucleotide kan vormen. 
Een voorbeeld hoe ligase met kleverige einden (sticky ends) werkt bij een schuine breuk is: 
```
5'-
AGTCTGATCTGACT
        
GATGCGTATGCTAGTGCT
-3'
3'-
TCAGACTAGACTGACTACG
        
CATACGATCACGA
-5'
```

geeft
```
5'-
AGTCTGATCTGACT
GATGCGTATGCTAGTGCT
-3'
3'-
TCAGACTAGACTGACTACG
CATACGATCACGA
-5'
```

Ligase werkt ook bij een rechte breuk, maar er is dan een hogere concentratie van het enzym nodig en er zijn andere reactieomstandigheden vereist.

## Ligasen bij zoogdieren
Bij zoogdieren zijn er vier specifieke soorten ligasen.
- DNA ligase I: plakt Okazaki-fragmenten die bij DNA-replicatie gevormd worden aan elkaar en ook sommige recombinant-stukken.
- DNA ligase II: een alternative vorm van DNA-ligase III die voorkomt bij niet-delende cellen.
- DNA ligase III: betrokken bij DNA herstel. Het DNA-ligase III vormt een complexe verbinding met het eiwit XRCC1, dat helpt bij het verwijderen van een base, bij mutaties en bij recombinant stukken.
- DNA ligase IV: vormt een complexe verbinding met het DNA eiwit XRCC4 en heeft dezelfde werking als DNA-ligase III. Het is belangrijk bij de ontwikkeling van een organisme.

## Moleculaire biologie
In het laboratorium worden uit organismen of via recombinatie verkregen ligasen gebruikt voor het weer aan elkaar vastmaken van stukjes DNA. De uit organisme(n) met restrictie-endonucleasen geknipte stukjes DNA worden in een ATP bevattende bufferoplossing met ligase weer aan elkaar vastgemaakt. Er wordt zo een nieuw plasmide gemaakt dat via transformatie in een bacterie kan worden ingebracht.

## Ligasen in de handel
De in de handel beschikbare DNA-ligasen zijn ontdekt in de faag T4 van Escherichia coli en andere bacteriën.